# Philippe Ouédraogo
Philippe Nakellentuba Ouédraogo (ur. 31 grudnia 1945 w Konéan) – burkiński duchowny rzymskokatolicki, biskup diecezjalny Ouahigouya w latach 1996–2009, arcybiskup metropolita Wagadugu w latach 2009–2023, przewodniczący Sympozjum Konferencji Episkopatów Afryki i Madagaskaru (SECAM) w latach 2019–2022, kardynał prezbiter od 2014.

## Życiorys
Święcenia prezbiteratu otrzymał 14 lipca 1973 z rąk kard. Paula Zoungrana. Po święceniach studiował prawo kanoniczne na Papieskim Uniwersytecie Urbanianum w Rzymie. Po powrocie do kraju był dyrektorem Regionalnego Trybunału Kościelnego i krajowym dyrektorem Papieskich Dzieł Misyjnych oraz wikariuszem generalnym jednej z diecezji.
W marcu 2020 roku został zakażony koronawirusem SARS-CoV-2, w wyniku czego został przewieziony do szpitala.

### Episkopat
5 lipca 1996 został mianowany biskupem Ouahigouya. Sakry biskupiej udzielił mu 23 listopada 1996 ówczesny metropolita Wagadugu – abp Jean-Marie Untaani Compaoré.
W latach 2001–2007 był przewodniczącym Konferencji Episkopatu Burkiny Faso i Nigru.
13 maja 2009 został mianowany przez Benedykta XVI arcybiskupem metropolitą Wagadugu.
Papież Franciszek mianował go kardynałem na konsystorzu w dniu 22 lutego 2014.
16 października 2023 papież Franciszek przyjął jego rezygnację z urzędu arcybiskupa metropolity stołecznej archidiecezji Wagadugu. Brał udział w konklawe 2025, które wybrało papieża Leona XIV.